# Onthophagus flexicollis
Onthophagus flexicollis là một loài bọ cánh cứng trong họ Bọ hung (Scarabaeidae).